# برگاب

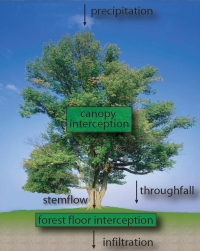

در زمان بارش، میزانی از آب باریده شده جذب درختان و گیاهان می‌شود که با نام برگاب شناخته شده‌است و مقداری جذب زمین می‌شود که با نام نفوذ شناخته شده‌است و مقدار باقیمانده از بارش به صورت روانابی در سطح زمین جاری می‌شود یا به سطح رودخانه‌ها و دریاها افزوده می‌گردد، این آب باقیمانده با نام رواناب سطحی شناخته می‌شود.

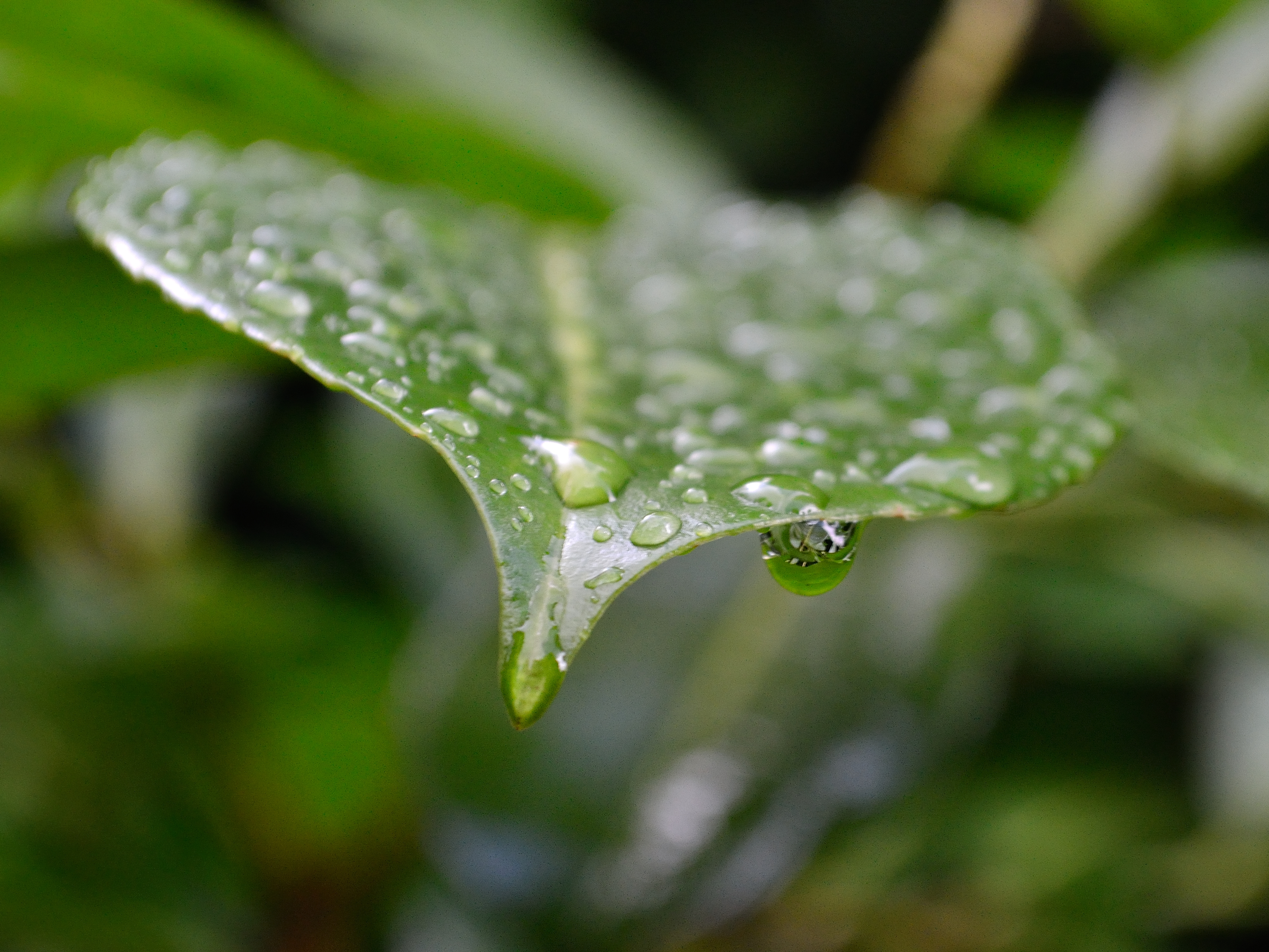

برگاب یکی از مهم‌ترین فاکتورهایی است که در تحلیل بارندگی در مسائل هیدرلوژیک و نیز برآورد تبخیر و تعرق در فعالیت‌های کشاورزی بویژه در مناطق گرم تأثیر گذار است.

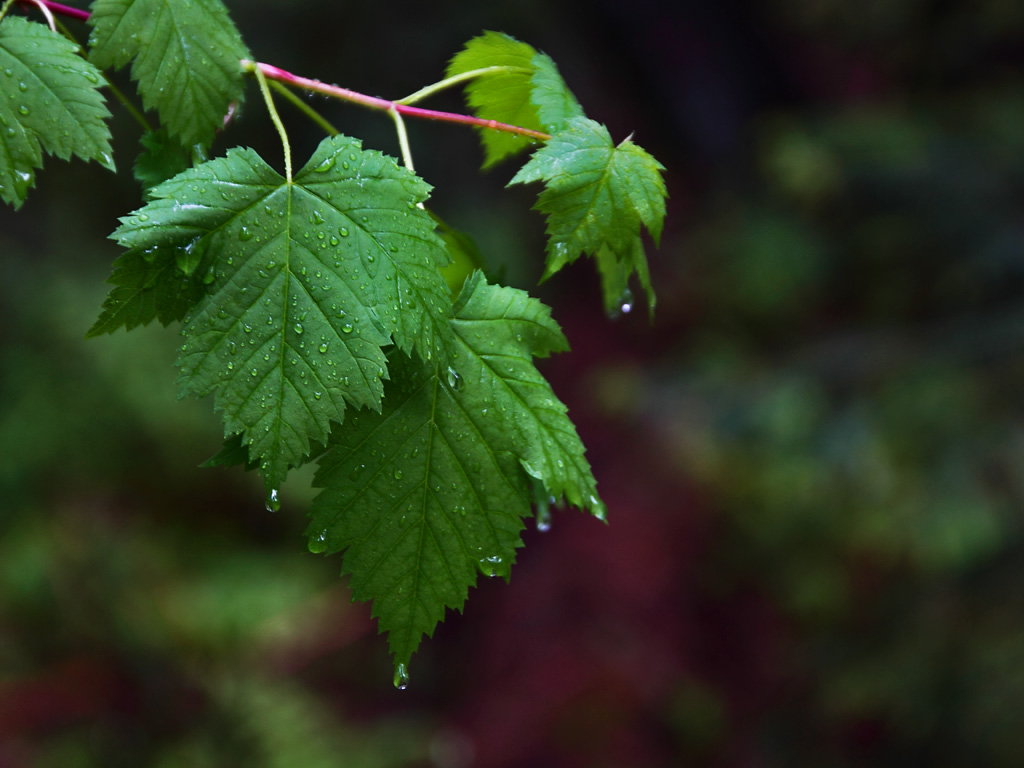
مقداری باران در حال جمع شدن روی یک برگ

مقدار برگاب به عوامل زیادی از جمله خصوصیات بارندگی یا آبیاری (شدت، مدت، اندازه قطرات و…) و خصوصیات گیاهی (نوع گیاه، مرحله رشدی، تراکم، شاخص سطح برگ و…)وابسته است.